# ملعب لوكسمبورغ
ملعب لوكسمبورغ هو الملعب الوطني لدوقية لوكسمبورغ الكبرى، ويقع في حي جاسبيريتش بمدينة لوكسمبورغ.